# Lasionycta kenteana
Lasionycta kenteana là một loài bướm đêm trong họ Noctuidae.